# Zastal 408W
Zastal 408W – węglarka produkowana w latach 1979–1982 przez fabrykę wagonów Zastal w Zielonej Górze oraz w latach 1979–1981, 1997 i 2004–2005 przez Fabrykę Wagonów w Ostrowie Wielkopolskim.

## Produkcja
W 1979 roku na wniosek PKP zakończono dostawy wagonów z wyczystkami, a budowę węglarek w Zielonej Górze i Ostrowie przestawiono właśnie na typ wagonu 408W, wyposażonego w dwie pary dwuskrzydłowych drzwi o prześwicie 1800 × 1880 mm na każdej ścianie bocznej.
Podjęcie w Zastalu wielkoseryjnej produkcji (w 1980 roku rekordowa liczba 4113 wagonów 408W) wiązało się z uruchomieniem stanowiska do zmechanizowanego montażu pudła na podwoziu i rozszerzeniem stanowisk produkcyjnych, m.in. kosztem zakończenia produkcji lokomotyw 409Da. Część kompletnych podwozi dostarczana była przez ZNTK Wrocław.
Wobec spadku zapotrzebowania na węglarki, produkcja wagonów w Ostrowie została wstrzymana, a w Zastalu podjęto budowę nowych wagonów 412W na wózkach 25TNa. W późniejszych latach powracano do budowy wagonów 408W z uwagi na prostotę konstrukcji i niewielki koszt produkcji, dla różnych odbiorców, np. w 1997 roku wykonano partię wagonów z uchylnymi ścianami czołowymi zawieszonymi poniżej obwodziny.
Od 1994 roku ZNTK Bydgoszcz wykonywały przebudowę kilkuset wagonów 408W na czołowo-uchylne.
W ramach odbudowy wagonów 408W po 2000 roku dokonywano rekonstrukcji zostawiając jedną parę drzwi po przekątnej pudła.
W Zielonej Górze wyprodukowanych zostało łącznie 10 964, a w Ostrowie Wielkopolskim 2787 wagonów tego typu.